# Saulchoy
Saulchoy település Franciaországban, Pas-de-Calais megyében. Lakosainak száma 322 fő (2022. január 1.). Saulchoy Saint-Rémy-au-Bois, Argoules, Dominois, Douriez és Maintenay községekkel határos.

## Népesség
A település népessége az elmúlt években az alábbi módon változott:
| Lakosok száma | 300  | 313  | 316  | 317  | 317  | 317  | 317  | 321  | 322  |
|               | 2013 | 2015 | 2016 | 2017 | 2018 | 2019 | 2020 | 2021 | 2022 |